# 앨 샤프턴
앨프리드 찰스 "앨" 샤프턴 주니어(Alfred Charles "Al" Sharpton Jr., 1954년 10월 3일 ~ )은 미국의 민권 운동가, 사회 정의 활동가이다.  그는 또한 침례교 목사, 라디오 토크쇼 진행자이자 텔레비전 명사이기도 한다.  샤프턴은 민권 운동 단체인 국가 행동 회로망을 시작하였다.  2004년 그는 미국의 대통령을 위하여 민주당  후보가 되는 데 출마하였다.  그는 《Keepin' It Real》로 불린 라디오 쇼를 진행한다.  그는 또한 정치 전문가와 《PoliticsNation》으로 불린 MSNBC 쇼를 위한 진행자로 일한다.

## 초기 생애
뉴욕 브루클린의 이웃 브라운스빌에서 태어났다.  그의 부모는 아다와 앨프레드 찰스 샤프턴 시니어였다.  4세 밖에 안되었을 때 그는 자신의 첫 설교를 하였으며 유명한 복음성가 가수 마할리아 잭슨과 함께 순회 마저 했다.
1963년 부친이 가족을 떠나고 모친은 가정부로 일했으나 많은 돈을 벌지 못했다.  가족은 자신들에 도움을 주는 데 복지를 받았다.  그는 중산층 계급의 지역 홀리스에서 브라운스빌에 있는 공공 주택 지역으로 이주하였다.
샤프턴은 브루클린에 있는 새뮤얼 J. 틸던 고등학교에서 교육을 마쳤다.  그러고나서 그는 2년간 브루클린 칼리지를 다녔다.  1972년 그는 의원 셜리 치점의 대통령 선거 운동을 위한 청소년 감독이 되었다.  1973년부터 1980년까지 샤프턴은 가수 제임스 브라운을 위한 순회 매니저로 일했다.

## 변화를 위한 일:샤프턴의 활동

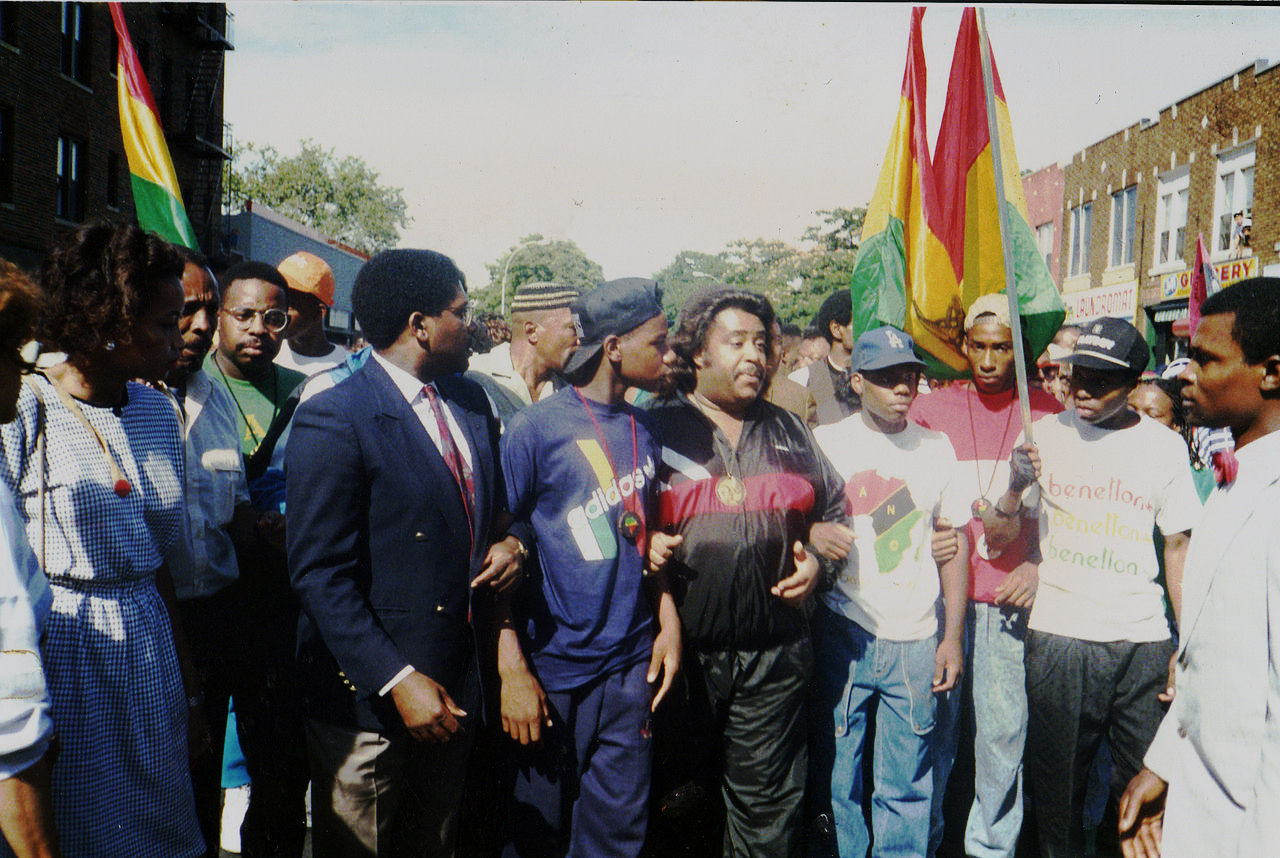
1989년 벤슨허스트에서 유세프 호킨스의 살해 사건에 항의하는 시위에서

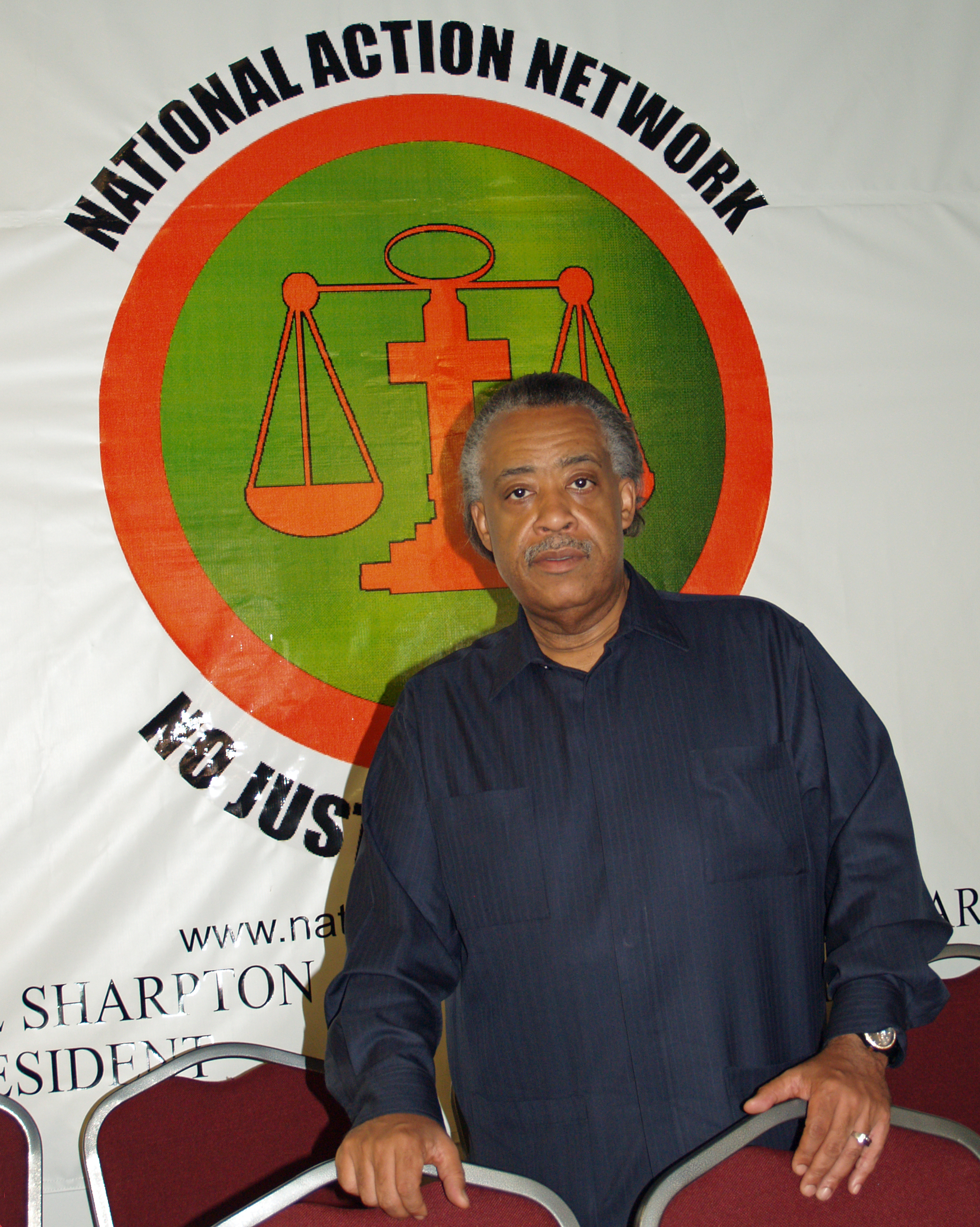
국가 행동 회로망 본부에서

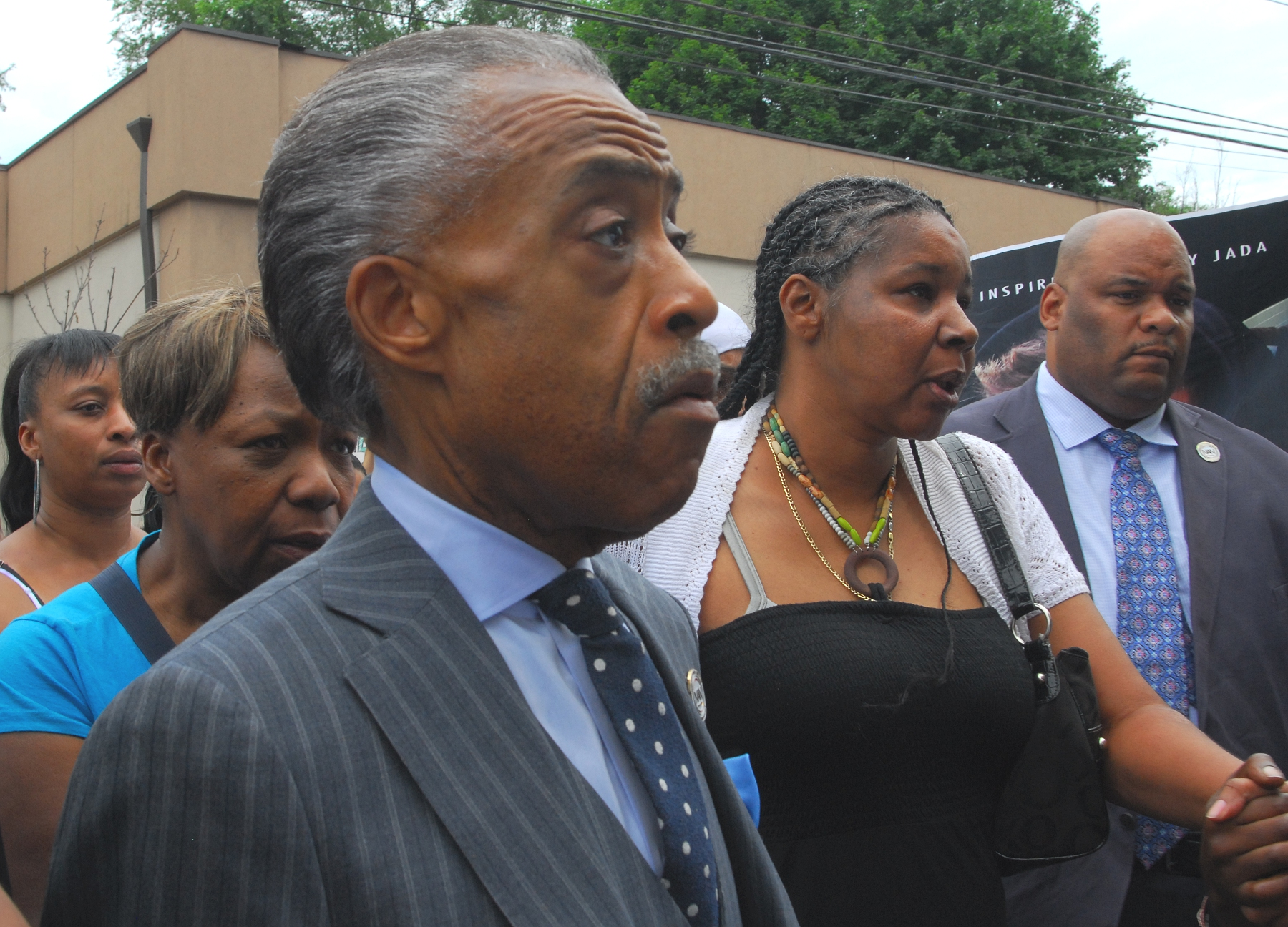
에릭 가너 피살 사건에 항의하는 시위에서 가너의 연인 이소 (오른쪽)과 함께 스태튼아일랜드에서 (2014년 7월 19일)

1969년 제시 잭슨은 뉴욕에서 오퍼레이션 브레드바스켓의 청소년 감독이 되는 데 샤프턴을 선택하였으며 이 단체는 아프리카계 미국인들을 위하여 더욱 나은 직업들을 창조하는 일을 했다.
1971년 샤프턴은 국가 청소년 운동을 시작하였는 데 이 단체는 어려움을 겪고 있던 젊은이들을 위하여 돈을 모금하는 도움을 주었다.  

### 국가 행동 회로망
1991년 샤프턴은 국가 행동 회로망 (NAN)을 시작하였으며 이 단체는 사람들이 투표에 관하여 배우는 도움을 준다.  그것은 또한 빈민들에게 도움을 주고 공동체들에서 작은 기업들을 지지한다.  2016년 단체는 출시한 그레이스 교회 웹사이트로 연결하였다.  이 비영리적 단체는 교회들이 그들 소유의 웹사이트를 창조하는 도움을 준다. 

### 워싱턴 행진을 기념하며
2010년 8월 28일 샤프턴과 다른 민권 운동 지도자들이 행렬을 지도하였다.  그들은 중요한 워싱턴 행진의 47주년을 기억하고 있었다.  워싱턴 D. C.에 있는 던바 고등학교에서 수천명의 사람들이 모였고 그러고나서 그들은 내셔널 몰로 5 마일을 행렬하였다.

### 버락 오바마와 함께
2014년 폴리티코 잡지의 필자는 샤프턴을 버락 오바마에게 "조언자"로 불렀다.  그는 인종 문제를 위하여 오바마의 주요 연락처로 여겨졌다.

### 정의를 위한 목사들의 행진
2017년 8월 28일 샤프턴은 정의를 위한 목사들의 행진을 결성하였다.  이것은 워싱턴 행진의 54주년이었으며 그날 마틴 루터 킹 주니어가 유명한 〈I Have a Dream〉연설을 했다.  샤프턴은 워싱턴 D. C.로 수천명의 종교 지도자들을 데려와 함께 도널드 트럼프 대통령을 반대하는 목소리를 내고 싶었다.  많은 기독교, 유대교, 이슬람교와 시크교 지도자들도 또한 거기에 있었다.

### 조지 플로이드 사망 사건
2020년 6월 4일 조지 플로이드의 장례식에서 샤프턴은 플로이드의 살해 사건에 연루된 4명의 미니애폴리스 경찰관들이 재판을 받기위해 요구했던 추도사를 낭독하였다.  그는 또한 "어떤 아이들은 이 가족이 묵인하지 않는 폭력을 부당하게 시작"했을 때 트럼프 대통령의 "군사를 데려오는" 것에 관한 이야기와 트럼프가 "경찰에 의한 조지 플로이드의 살해 사건의 8분 46초에 관하여 한마디도 하지" 않았던 것에 그를 비판하기도 했다.  2021년 4월 20일 조지 플로이드 살해 사건으로 데릭 쇼빈의 유죄 판결과 함께 샤프턴은 미니애폴리스에서 플로이드 가족과 함께 기도를 인도하였다.

### 콴자와 하누카
2022년 12월 샤프턴은 인종 차별과 반유대주의를 싸우는 데 다른 지도자들과 가입하였다.  그들은 카네기 홀에서 "15일간의 빛"을 주최하였다.  이 이벤트는 콴자와 하누카를 함께 축하하였다.  샤프턴은 그것은 흑인과 유대인들이 그들의 투쟁을 기억하는 데 중요하였다고 말했다.  그는 누구를 위해 싸우려면 모든 사람을 위해 싸워야 한다고 믿는다.

## 개인 생활
1971년 제임스 브라운과 순회가 있었던 동안 샤프턴은 캐시 조던을 만났다.  그녀는 배킹 가수였다.  샤프턴과 조던은 1980년에 결혼하였다가 2004년에 이별했다.  부부는 2명의 딸 애슐리와 도미니크를 두었다.

### 종교적 여정
샤프턴은 자신이 9세 혹은 10세였을 때 오순절주의 목사가 되었으며 주교 F. D. 워싱턴이 그에게 면허와 안수를 받게 했다.  워싱턴 주교가 사망한 후, 샤프턴은 침례교도가 되었다.  1994년 재세례를 받아 침례교 목사가 되었다.

## 정치 캠페인들

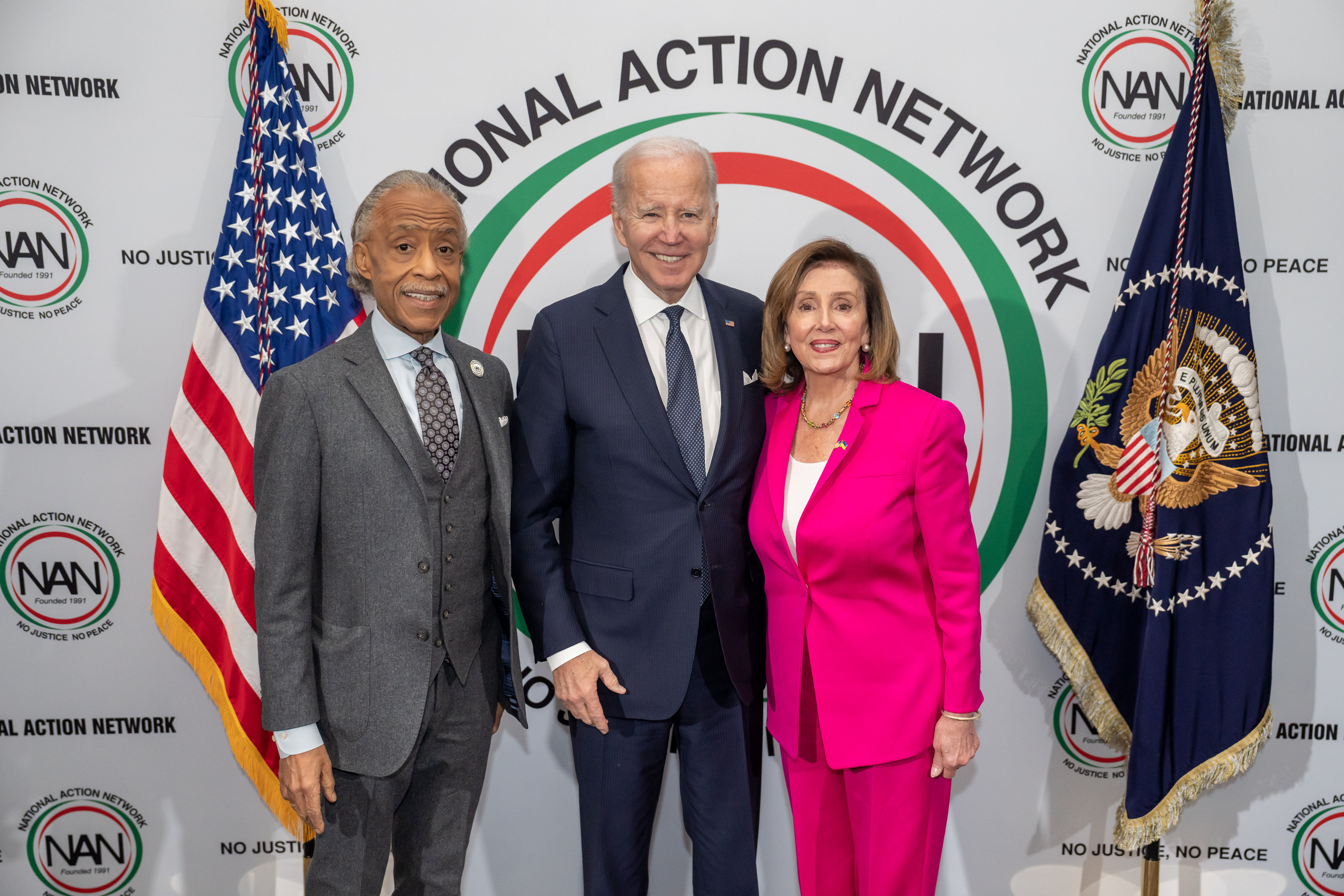
2023년 조 바이든 대통령과 낸시 펠로시 의원과 함께

샤프턴은 몇번이나 선출직에 출마했으나 이기지 않았다.  한번 그는 승리는 자신의 주요 목표가 아니었을 수도 있댜는 것을 말했다.  그는 자신이 의논들을 바꾸거나 사회 정의 문제들을 키우는 데 출마했을 것이라고 설명하였다.
1988년, 1992년과 1994년 그는 뉴욕주 상원을 위하여 출마하였다.  1997년 그는 뉴욕 시장을 위하여 출마하였으며 2004년 민주당 대통령 지명을 위한 후보였다.

## 텔레비전 명사

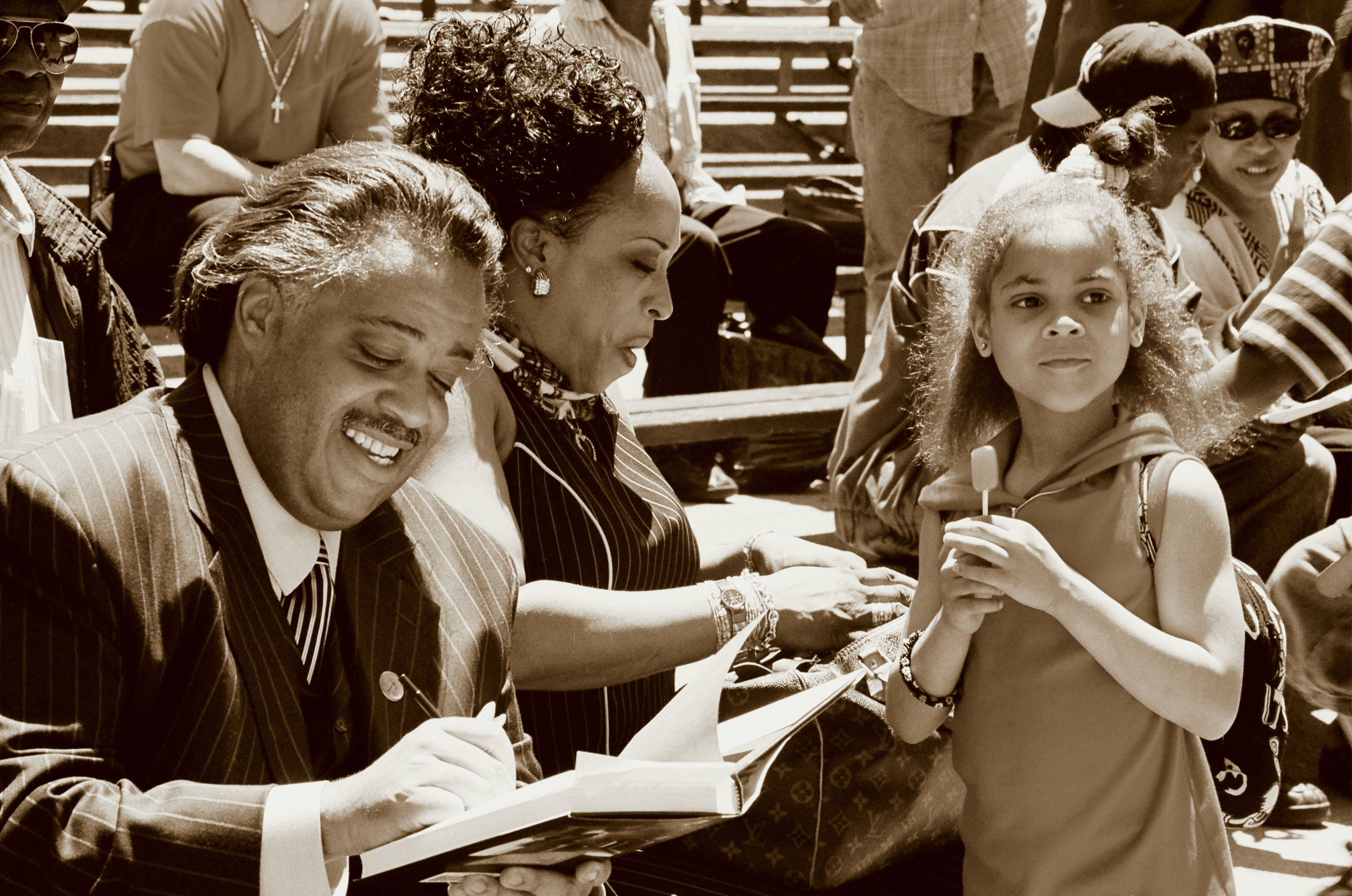
2008년 책을 서명하는 샤프턴

샤프턴은 《미스터 디즈》와 《말콤 X》같은 영화들에 나왔다.  그는 또한 《성범죄수사대:SVU》와 《보스턴 리걸》같은 텔레비전 쇼에 나오기도 했다.  그는 《I hate My Job》라고 불린 쇼와 《새터데이 나이트 라이브》의 에피소드를 진행하였다.
1988년 샤프턴은 《The Morton Downey Jr. Show》에 나왔다.  그는 인종 평등 의회의 의장 로이 이니스와 열띤 논쟁을 벌였다.
1999년 샤프턴은 블랙 내셔널리즘에 관한 도큐멘터리에 있었으며 그것은 《Weird Weekends》시리즈의 일부였다.

### 텔레비전과 라디오 쇼 진행
2006년 샤프턴은 《Keeping It Real with Al Sharpton》으로 불린 매일 전국적인 토크 라디오 프로그램을 진행하기 시작했다.
2011년 8월 29일 샤프턴은 MSNBC에 《PoliticsNation》의 진행자가 되었다.  이 쇼는 평일 밤에 처음으로 방영되었다.  2015년 10월 쇼는 일요일 아침으로 옮겼다.  그는 또한 《Morning Joe》에 가끔 나온다.

## 저서
- 〈Go and Tell Pharaoh〉 (닉 차일스와 함께 저서)
- 〈Al on America〉
- 〈The Rejected StoneːAl Sharpton and the Path to American Leadership〉
- 〈Rise UpːConfronting a Country at the Crossroads〉

## 역대 선거 결과
| 선거명                       | 직책명          | 정당   | 득표율 | 득표수    | 결과 | 당락 |
| ---------------------------- | --------------- | ------ | ------ | --------- | ---- | ---- |
| 1992년 뉴욕 주의회 예비 선거 | 뉴욕주 상원의원 | 민주당 | 14.45% | 166,665표 | 3위  | 낙선 |
| 1994년 뉴욕 주의회 예비 선거 | 뉴욕주 상원의원 | 민주당 | 25.28% | 178,231표 | 2위  | 낙선 |